# 福江中継局
福江中継局（ふくえちゅうけいきょく）は長崎県五島市に置かれている中継局である。

## 概要
- 中継局名：福江中継局
- 所在地：（TV･FM）長崎県五島市吉田町字雨通宿の八本木山（はっぽんぎやま）及び五島市岐宿町中岳郷字本河内154番地2号。
- 所在地：（AM）長崎県五島市篭渕町2431番地2号
- NHKラジオ第二放送の中継所は置かれていない[注釈 1]。

## 沿革
- 1964年（昭和39年）9月20日 - NHK長崎放送局　福江テレビ中継局が開局[2]。
- 1964年（昭和39年）12月1日 - 長崎放送福江アナログテレビ中継局が開局。
- 1967年（昭和42年）3月19日 - NHK-FM福江中継局開局[3][注釈 2]。
- 1975年（昭和50年）2月14日 - テレビ長崎福江テレビ中継局が開局[5]。
- 1980年（昭和55年）12月26日  - 長崎放送福江ラジオ中継局が開局。
- 1981年（昭和56年）8月22日 - NHK福江ラジオ中継局が開局（第1放送のみ）[6]。
- 1990年（平成2年）3月22日 - 長崎文化放送福江テレビ中継局開局。
- 1991年（平成3年）11月6日 - 長崎国際テレビ　福江テレビ中継局が開局。
- 2008年（平成20年）9月26日 - 九州総合通信局より福江デジタルテレビ中継局に予備免許が付与。
- 2008年（平成20年）10月1日 - 11月6日まで福江デジタルテレビ中継局の試験放送を実施。
- 2008年（平成20年）11月4日 - 福江デジタルテレビ中継局に本免許が付与。
- 2008年（平成20年）11月7日 - 福江デジタルテレビ中継局が本放送開始。
- 2011年（平成23年）7月24日 - 福江アナログテレビ中継局が放送終了（廃局）。

## 送信設備

### 地上デジタルテレビジョン放送
| リモコンキーID | 放送局名          | チャンネル | 空中線電力 | ERP | 放送対象地域 | 放送区域内世帯数 |
| -------------- | ----------------- | ---------- | ---------- | --- | ------------ | ---------------- |
| 1              | NHK長崎総合テレビ | 42ch       | 10W        | 62W | 長崎県       | 11,892世帯       |
| 2              | NHK長崎教育テレビ | 40ch       | 10W        | 62W | 全国         | 11,892世帯       |
| 3              | NBC長崎放送       | 24ch       | 10W        | 54W | 長崎県       | 11,892世帯       |
| 4              | NIB長崎国際テレビ | 21ch       | 10W        | 54W | 長崎県       | 11,892世帯       |
| 5              | NCC長崎文化放送   | 38ch       | 10W        | 54W | 長崎県       | 11,892世帯       |
| 8              | KTNテレビ長崎     | 34ch       | 10W        | 54W | 長崎県       | 11,892世帯       |

- 主な受信地域：長崎県五島市の一部

### 地上アナログテレビジョン放送
| 放送局名          | チャンネル | オフセットの有無 | 空中線電力       | ERP               | 放送対象地域 | 放送区域内世帯数 |
| ----------------- | ---------- | ---------------- | ---------------- | ----------------- | ------------ | ---------------- |
| NHK長崎教育テレビ | 12ch       | +10kHz           | 映像30W 音声7.5W | 映像77W 音声19W   | 全国         | -                |
| NHK長崎総合テレビ | 9ch        | +10kHz           | 映像30W 音声7.5W | 映像79W 音声19.5W | 長崎県       | -                |
| NBC長崎放送       | 6ch        | 無し             | 映像30W 音声7.5W | 映像85W 音声21W   | 長崎県       | -                |
| NCC長崎文化放送   | 16ch       | 無し             | 映像100W 音声25W | 映像540W 音声135W | 長崎県       | -                |
| KTNテレビ長崎     | 22ch       | 無し             | 映像100W 音声25W | 映像540W 音声135W | 長崎県       | -                |
| NIB長崎国際テレビ | 29ch       | -10kHz           | 映像100W 音声25W | 映像540W 音声135W | 長崎県       | -                |

### FMラジオ放送
| 放送局名  | 周波数  | 空中線電力 | ERP     | 放送対象地域 | 放送区域内世帯数 |
| --------- | ------- | ---------- | ------- | ------------ | ---------------- |
| NHK長崎FM | 83.5MHz | 音声100W   | 音声89W | 長崎県       | -                |

### AMラジオ放送
- 住所：長崎県五島市篭渕町2431-2

| 放送局名             | 周波数  | 空中線電力 | 放送対象地域 | 放送区域内世帯数 |
| -------------------- | ------- | ---------- | ------------ | ---------------- |
| NHK長崎ラジオ第1放送 | 945kHz  | 音声1kW    | 長崎県       | -                |
| NBC長崎放送          | 1431kHz | 音声1kW    | 長崎県       | -                |